# Nordkorea i olympiska vinterspelen 1992
Nordkorea deltog i olympiska vinterspelen 1992. Nordkorea skickade en trupp som bestod av 20 idrottare, 11 män och 9 kvinnor. 

## Medaljer

### Brons
- Short track
  - Damernas 500 meter: Hwang Ok-Sil

## Resultat

### Alpin skidåkning
- Storslalom herrar
  - Kim Chol-Ryong - 67

- Storslalom damer
  - Choi Mi-Ok - körde ur

- Slalom damer
  - Choi Mi-Ok - 38

### Hastighetsåkning på skridskor
- 500 m herrar
  - Li Yong-Chol - 24
  - Choi In-Chol - 35

- 1 000 m herrar
  - Choi In-Chol - 18
  - Li Yong-Chol - 37

- 1 500 m herrar
  - Choi In-Chol - 27

- 500 m damer
  - Song Hwa-Son - 25
  - Chong Chang-Suk - 27
  - Kim Chun-Wol - 28

- 1 000 m damer
  - Chong Chang-Suk - 26
  - Song Hwa-Son - 30
  - Kim Chun-Wol - 33

- 1 500 m damer
  - Chong Chang-Suk - 22
  - Kim Chun-Wol - 29
  - Song Hwa-Son - 31

### Konståkning
- Singel herrar
  - Li Su-Min - AC

- Par
  - Ko Ok-Ran - 18
  - Kim Gwang-Ho - 18

- Isdans
  - Ryu Gwang-Ho - 19
  - Pak Un-Sil - 19

- Singel damer
  - Li Gyong-Ok - AC

### Längdskidåkning
- 10 km herrar
  - Chang Song-Rok - 78
  - Son Chol-U - 89

- 30 km herrar
  - Chang Song-Rok - 72
  - Son Chol-U - 75

- 10+15 km herrar
  - Son Chol-U - 73
  - Chang Song-Rok - 76

- 5 km herrar
  - Li Gyong-Hui - 51
  - Li Gyong-Ae - 61

- 15 km damer
  - Li Gyong-Hui - 30

- 5+10 km damer
  - Li Gyong-Hui - 53
  - Li Gyong-Ae - AC

### Short track
- 1 000 m herrar
  - Li Won-Ho - AC

- 500 m damer
  - Hwang Ok-Sil - 3
  - Kim Chun-Hwa - 19